# Général du Lupin
Général du Lupin est un cheval de course trotteur français né le 11 avril 1994 et mort le 17 septembre 2023, spécialiste du trot attelé.

## Origines
| Origines de Général du Lupin, hongre, alezan. | Origines de Général du Lupin, hongre, alezan. | Origines de Général du Lupin, hongre, alezan. | Origines de Général du Lupin, hongre, alezan. |
| --------------------------------------------- | --------------------------------------------- | --------------------------------------------- | --------------------------------------------- |
| Père Lutin d'Isigny                           | Firstly                                       | Quérido II                                    | Fandango                                      |
| Père Lutin d'Isigny                           | Firstly                                       | Quérido II                                    | Dladys                                        |
| Père Lutin d'Isigny                           | Firstly                                       | Matinale                                      | Bourbonnais D                                 |
| Père Lutin d'Isigny                           | Firstly                                       | Matinale                                      | Guitare d'Amour                               |
| Père Lutin d'Isigny                           | Dame d'Isigny                                 | Quéronville LB                                | Tigre Royal                                   |
| Père Lutin d'Isigny                           | Dame d'Isigny                                 | Quéronville LB                                | Brescia                                       |
| Père Lutin d'Isigny                           | Dame d'Isigny                                 | Voile au Vent II                              | Larre F                                       |
| Père Lutin d'Isigny                           | Dame d'Isigny                                 | Voile au Vent II                              | Ol d'Aubigny                                  |
| Mère Uvanita                                  | Hajacques de Chenu                            | Kerjacques                                    | Quinio                                        |
| Mère Uvanita                                  | Hajacques de Chenu                            | Kerjacques                                    | Arlette III                                   |
| Mère Uvanita                                  | Hajacques de Chenu                            | Quarine P                                     | Tigre Royal                                   |
| Mère Uvanita                                  | Hajacques de Chenu                            | Quarine P                                     | Claudie                                       |
| Mère Uvanita                                  | Hyanita                                       | Toledo II                                     | Fandango                                      |
| Mère Uvanita                                  | Hyanita                                       | Toledo II                                     | Nini II                                       |
| Mère Uvanita                                  | Hyanita                                       | Vanita IV                                     | Léopard                                       |
| Mère Uvanita                                  | Hyanita                                       | Vanita IV                                     | Anita Williams                                |